# Coupe de l'EHF masculine 2015-2016
Navigation
Coupe de l'EHF 2014-2015 Coupe de l'EHF 2016-2017
La saison 2015-2016 de la Coupe de l'EHF masculine met aux prises 60 clubs européens. Il s'agit de la 35e édition de la compétition, organisée par la Fédération européenne de handball (EHF).
La compétition est remportée par le club allemand du Frisch Auf Göppingen après avoir battu en finale le Handball Club de Nantes qui accueillait le Final Four de la compétition. Il s'agit de la 21e victoire d'un club allemand et la 17e sur les 20 dernières éditions tandis que les clubs français enregistrent leur 4e défaite en finale lors des cinq dernières éditions. Pour Göppingen, il s'agit de leur 3e titre après leurs victoires en 2011 et 2012 tandis que pour Nantes, il s'agit de leur 2de défaite en finale après 2013.

## Présentation

### Formule
Cette édition est marquée par les spécificités suivantes :
- Le nombre de participants se réduit : il passe de 69 à 60 ;
  - 24 équipes débutent la compétition à partir du premier tour de qualification (au lieu de 34) ;
  - 20 équipes entrent directement au deuxième tour de qualification (au lieu de 23) ;
  - 16 équipes entrent directement au troisième tour de qualification (au lieu de 12).
- les 16 équipes qualifiées à l'issue du troisième tour de qualification sont réparties en quatre poules de quatre équipes.
- le premier de chaque poule et les trois meilleurs deuxième (voir détails supra) sont qualifiés pour les quarts de finales.
- une finale à quatre, disputée sur un même week-end, clôt la compétition.

### Participants
Les places sont allouées selon le coefficient EHF de chaque pays.
| Troisième tour de qualification | Troisième tour de qualification | Troisième tour de qualification | Troisième tour de qualification | Troisième tour de qualification | Troisième tour de qualification | Troisième tour de qualification | Troisième tour de qualification | Troisième tour de qualification | Troisième tour de qualification | Troisième tour de qualification | Troisième tour de qualification | Troisième tour de qualification | Troisième tour de qualification | Troisième tour de qualification | Troisième tour de qualification |
| --- | --- | --- | --- | --- | --- | --- | --- | --- | --- | --- | --- | --- | --- | --- | --- |
| - Füchse Berlin : Tenant du titre - SC Magdebourg : 4e du Championnat d'Allemagne - Frisch Auf Göppingen : 5e du Championnat d'Allemagne - BM Granollers : 3e du Championnat d'Espagne - Helvetia Anaitasuna : 4e du Championnat d'Espagne - CB Cangas : 5e du Championnat d'Espagne - HBC Nantes : Vainqueur de la Coupe de la Ligue - Saint-Raphaël VHB : 3e du Championnat de France | - Füchse Berlin : Tenant du titre - SC Magdebourg : 4e du Championnat d'Allemagne - Frisch Auf Göppingen : 5e du Championnat d'Allemagne - BM Granollers : 3e du Championnat d'Espagne - Helvetia Anaitasuna : 4e du Championnat d'Espagne - CB Cangas : 5e du Championnat d'Espagne - HBC Nantes : Vainqueur de la Coupe de la Ligue - Saint-Raphaël VHB : 3e du Championnat de France | - Füchse Berlin : Tenant du titre - SC Magdebourg : 4e du Championnat d'Allemagne - Frisch Auf Göppingen : 5e du Championnat d'Allemagne - BM Granollers : 3e du Championnat d'Espagne - Helvetia Anaitasuna : 4e du Championnat d'Espagne - CB Cangas : 5e du Championnat d'Espagne - HBC Nantes : Vainqueur de la Coupe de la Ligue - Saint-Raphaël VHB : 3e du Championnat de France | - Füchse Berlin : Tenant du titre - SC Magdebourg : 4e du Championnat d'Allemagne - Frisch Auf Göppingen : 5e du Championnat d'Allemagne - BM Granollers : 3e du Championnat d'Espagne - Helvetia Anaitasuna : 4e du Championnat d'Espagne - CB Cangas : 5e du Championnat d'Espagne - HBC Nantes : Vainqueur de la Coupe de la Ligue - Saint-Raphaël VHB : 3e du Championnat de France | - Füchse Berlin : Tenant du titre - SC Magdebourg : 4e du Championnat d'Allemagne - Frisch Auf Göppingen : 5e du Championnat d'Allemagne - BM Granollers : 3e du Championnat d'Espagne - Helvetia Anaitasuna : 4e du Championnat d'Espagne - CB Cangas : 5e du Championnat d'Espagne - HBC Nantes : Vainqueur de la Coupe de la Ligue - Saint-Raphaël VHB : 3e du Championnat de France | - Füchse Berlin : Tenant du titre - SC Magdebourg : 4e du Championnat d'Allemagne - Frisch Auf Göppingen : 5e du Championnat d'Allemagne - BM Granollers : 3e du Championnat d'Espagne - Helvetia Anaitasuna : 4e du Championnat d'Espagne - CB Cangas : 5e du Championnat d'Espagne - HBC Nantes : Vainqueur de la Coupe de la Ligue - Saint-Raphaël VHB : 3e du Championnat de France | - Füchse Berlin : Tenant du titre - SC Magdebourg : 4e du Championnat d'Allemagne - Frisch Auf Göppingen : 5e du Championnat d'Allemagne - BM Granollers : 3e du Championnat d'Espagne - Helvetia Anaitasuna : 4e du Championnat d'Espagne - CB Cangas : 5e du Championnat d'Espagne - HBC Nantes : Vainqueur de la Coupe de la Ligue - Saint-Raphaël VHB : 3e du Championnat de France | - Füchse Berlin : Tenant du titre - SC Magdebourg : 4e du Championnat d'Allemagne - Frisch Auf Göppingen : 5e du Championnat d'Allemagne - BM Granollers : 3e du Championnat d'Espagne - Helvetia Anaitasuna : 4e du Championnat d'Espagne - CB Cangas : 5e du Championnat d'Espagne - HBC Nantes : Vainqueur de la Coupe de la Ligue - Saint-Raphaël VHB : 3e du Championnat de France | - Tatabánya KC : 3e de Championnat de Hongrie - Bjerringbro-Silkeborg : 3e Championnat du Danemark - Aalborg Håndbold : 4e du Championnat du Danemark - KS Azoty-Puławy : 3e de Championnat de Pologne - Gorenje Velenje : 2e de Championnat de Slovénie - RK Maribor Branik : 3e de Championnat de Slovénie - Alpla HC Hard : 2e du tournoi de qualification de la LDC - OCI Limburg Lions Geleen : 3e du tournoi de qualification de la LDC | - Tatabánya KC : 3e de Championnat de Hongrie - Bjerringbro-Silkeborg : 3e Championnat du Danemark - Aalborg Håndbold : 4e du Championnat du Danemark - KS Azoty-Puławy : 3e de Championnat de Pologne - Gorenje Velenje : 2e de Championnat de Slovénie - RK Maribor Branik : 3e de Championnat de Slovénie - Alpla HC Hard : 2e du tournoi de qualification de la LDC - OCI Limburg Lions Geleen : 3e du tournoi de qualification de la LDC | - Tatabánya KC : 3e de Championnat de Hongrie - Bjerringbro-Silkeborg : 3e Championnat du Danemark - Aalborg Håndbold : 4e du Championnat du Danemark - KS Azoty-Puławy : 3e de Championnat de Pologne - Gorenje Velenje : 2e de Championnat de Slovénie - RK Maribor Branik : 3e de Championnat de Slovénie - Alpla HC Hard : 2e du tournoi de qualification de la LDC - OCI Limburg Lions Geleen : 3e du tournoi de qualification de la LDC | - Tatabánya KC : 3e de Championnat de Hongrie - Bjerringbro-Silkeborg : 3e Championnat du Danemark - Aalborg Håndbold : 4e du Championnat du Danemark - KS Azoty-Puławy : 3e de Championnat de Pologne - Gorenje Velenje : 2e de Championnat de Slovénie - RK Maribor Branik : 3e de Championnat de Slovénie - Alpla HC Hard : 2e du tournoi de qualification de la LDC - OCI Limburg Lions Geleen : 3e du tournoi de qualification de la LDC | - Tatabánya KC : 3e de Championnat de Hongrie - Bjerringbro-Silkeborg : 3e Championnat du Danemark - Aalborg Håndbold : 4e du Championnat du Danemark - KS Azoty-Puławy : 3e de Championnat de Pologne - Gorenje Velenje : 2e de Championnat de Slovénie - RK Maribor Branik : 3e de Championnat de Slovénie - Alpla HC Hard : 2e du tournoi de qualification de la LDC - OCI Limburg Lions Geleen : 3e du tournoi de qualification de la LDC | - Tatabánya KC : 3e de Championnat de Hongrie - Bjerringbro-Silkeborg : 3e Championnat du Danemark - Aalborg Håndbold : 4e du Championnat du Danemark - KS Azoty-Puławy : 3e de Championnat de Pologne - Gorenje Velenje : 2e de Championnat de Slovénie - RK Maribor Branik : 3e de Championnat de Slovénie - Alpla HC Hard : 2e du tournoi de qualification de la LDC - OCI Limburg Lions Geleen : 3e du tournoi de qualification de la LDC | - Tatabánya KC : 3e de Championnat de Hongrie - Bjerringbro-Silkeborg : 3e Championnat du Danemark - Aalborg Håndbold : 4e du Championnat du Danemark - KS Azoty-Puławy : 3e de Championnat de Pologne - Gorenje Velenje : 2e de Championnat de Slovénie - RK Maribor Branik : 3e de Championnat de Slovénie - Alpla HC Hard : 2e du tournoi de qualification de la LDC - OCI Limburg Lions Geleen : 3e du tournoi de qualification de la LDC | - Tatabánya KC : 3e de Championnat de Hongrie - Bjerringbro-Silkeborg : 3e Championnat du Danemark - Aalborg Håndbold : 4e du Championnat du Danemark - KS Azoty-Puławy : 3e de Championnat de Pologne - Gorenje Velenje : 2e de Championnat de Slovénie - RK Maribor Branik : 3e de Championnat de Slovénie - Alpla HC Hard : 2e du tournoi de qualification de la LDC - OCI Limburg Lions Geleen : 3e du tournoi de qualification de la LDC |
| Deuxième tour de qualification | | | | | | | | | | | | | | | |
| - Chambéry Savoie HB : 4e du Championnat de France - Csurgói KK : 4e du Championnat de Hongrie - Team Tvis Holstebro : 5e du Championnat du Danemark - Pogoń Szczecin : 4e du Championnat de Pologne - RK Strumica : 3e du Championnat de Macédoine - Alingsås HK : 2e du Championnat de Suède - SKA Minsk : 2e du Championnat de Biélorussie - Pfadi Winterthur : 2e du Championnat de Suisse - CSM Bucarest : 2e du Championnat de Roumanie - Nexe Našice : 2e du Championnat de Croatie | - Chambéry Savoie HB : 4e du Championnat de France - Csurgói KK : 4e du Championnat de Hongrie - Team Tvis Holstebro : 5e du Championnat du Danemark - Pogoń Szczecin : 4e du Championnat de Pologne - RK Strumica : 3e du Championnat de Macédoine - Alingsås HK : 2e du Championnat de Suède - SKA Minsk : 2e du Championnat de Biélorussie - Pfadi Winterthur : 2e du Championnat de Suisse - CSM Bucarest : 2e du Championnat de Roumanie - Nexe Našice : 2e du Championnat de Croatie | - Chambéry Savoie HB : 4e du Championnat de France - Csurgói KK : 4e du Championnat de Hongrie - Team Tvis Holstebro : 5e du Championnat du Danemark - Pogoń Szczecin : 4e du Championnat de Pologne - RK Strumica : 3e du Championnat de Macédoine - Alingsås HK : 2e du Championnat de Suède - SKA Minsk : 2e du Championnat de Biélorussie - Pfadi Winterthur : 2e du Championnat de Suisse - CSM Bucarest : 2e du Championnat de Roumanie - Nexe Našice : 2e du Championnat de Croatie | - Chambéry Savoie HB : 4e du Championnat de France - Csurgói KK : 4e du Championnat de Hongrie - Team Tvis Holstebro : 5e du Championnat du Danemark - Pogoń Szczecin : 4e du Championnat de Pologne - RK Strumica : 3e du Championnat de Macédoine - Alingsås HK : 2e du Championnat de Suède - SKA Minsk : 2e du Championnat de Biélorussie - Pfadi Winterthur : 2e du Championnat de Suisse - CSM Bucarest : 2e du Championnat de Roumanie - Nexe Našice : 2e du Championnat de Croatie | - Chambéry Savoie HB : 4e du Championnat de France - Csurgói KK : 4e du Championnat de Hongrie - Team Tvis Holstebro : 5e du Championnat du Danemark - Pogoń Szczecin : 4e du Championnat de Pologne - RK Strumica : 3e du Championnat de Macédoine - Alingsås HK : 2e du Championnat de Suède - SKA Minsk : 2e du Championnat de Biélorussie - Pfadi Winterthur : 2e du Championnat de Suisse - CSM Bucarest : 2e du Championnat de Roumanie - Nexe Našice : 2e du Championnat de Croatie | - Chambéry Savoie HB : 4e du Championnat de France - Csurgói KK : 4e du Championnat de Hongrie - Team Tvis Holstebro : 5e du Championnat du Danemark - Pogoń Szczecin : 4e du Championnat de Pologne - RK Strumica : 3e du Championnat de Macédoine - Alingsås HK : 2e du Championnat de Suède - SKA Minsk : 2e du Championnat de Biélorussie - Pfadi Winterthur : 2e du Championnat de Suisse - CSM Bucarest : 2e du Championnat de Roumanie - Nexe Našice : 2e du Championnat de Croatie | - Chambéry Savoie HB : 4e du Championnat de France - Csurgói KK : 4e du Championnat de Hongrie - Team Tvis Holstebro : 5e du Championnat du Danemark - Pogoń Szczecin : 4e du Championnat de Pologne - RK Strumica : 3e du Championnat de Macédoine - Alingsås HK : 2e du Championnat de Suède - SKA Minsk : 2e du Championnat de Biélorussie - Pfadi Winterthur : 2e du Championnat de Suisse - CSM Bucarest : 2e du Championnat de Roumanie - Nexe Našice : 2e du Championnat de Croatie | - Chambéry Savoie HB : 4e du Championnat de France - Csurgói KK : 4e du Championnat de Hongrie - Team Tvis Holstebro : 5e du Championnat du Danemark - Pogoń Szczecin : 4e du Championnat de Pologne - RK Strumica : 3e du Championnat de Macédoine - Alingsås HK : 2e du Championnat de Suède - SKA Minsk : 2e du Championnat de Biélorussie - Pfadi Winterthur : 2e du Championnat de Suisse - CSM Bucarest : 2e du Championnat de Roumanie - Nexe Našice : 2e du Championnat de Croatie | - Sporting CP : 2e du Championnat du Portugal - Medvedi Perm : 2e du Championnat de Russie - ZTR Zaporijjia : 2e du Championnat d'Ukraine - RK Spartak Vojput : 2e du Championnat de Serbie - AC Diomidis Argous : 2e du Championnat de Grèce - HC Sporta Hlohovec : 2e du Championnat de Slovaquie - ØIF Arendal : 2e du Championnat de Norvège - Bregenz Handball : 2e du Championnat d'Autriche - HSC Plzeň : 1er du Championnat de République tchèque - RK Borac Banja Luka : 4e du tournoi de qualification de la LDC | - Sporting CP : 2e du Championnat du Portugal - Medvedi Perm : 2e du Championnat de Russie - ZTR Zaporijjia : 2e du Championnat d'Ukraine - RK Spartak Vojput : 2e du Championnat de Serbie - AC Diomidis Argous : 2e du Championnat de Grèce - HC Sporta Hlohovec : 2e du Championnat de Slovaquie - ØIF Arendal : 2e du Championnat de Norvège - Bregenz Handball : 2e du Championnat d'Autriche - HSC Plzeň : 1er du Championnat de République tchèque - RK Borac Banja Luka : 4e du tournoi de qualification de la LDC | - Sporting CP : 2e du Championnat du Portugal - Medvedi Perm : 2e du Championnat de Russie - ZTR Zaporijjia : 2e du Championnat d'Ukraine - RK Spartak Vojput : 2e du Championnat de Serbie - AC Diomidis Argous : 2e du Championnat de Grèce - HC Sporta Hlohovec : 2e du Championnat de Slovaquie - ØIF Arendal : 2e du Championnat de Norvège - Bregenz Handball : 2e du Championnat d'Autriche - HSC Plzeň : 1er du Championnat de République tchèque - RK Borac Banja Luka : 4e du tournoi de qualification de la LDC | - Sporting CP : 2e du Championnat du Portugal - Medvedi Perm : 2e du Championnat de Russie - ZTR Zaporijjia : 2e du Championnat d'Ukraine - RK Spartak Vojput : 2e du Championnat de Serbie - AC Diomidis Argous : 2e du Championnat de Grèce - HC Sporta Hlohovec : 2e du Championnat de Slovaquie - ØIF Arendal : 2e du Championnat de Norvège - Bregenz Handball : 2e du Championnat d'Autriche - HSC Plzeň : 1er du Championnat de République tchèque - RK Borac Banja Luka : 4e du tournoi de qualification de la LDC | - Sporting CP : 2e du Championnat du Portugal - Medvedi Perm : 2e du Championnat de Russie - ZTR Zaporijjia : 2e du Championnat d'Ukraine - RK Spartak Vojput : 2e du Championnat de Serbie - AC Diomidis Argous : 2e du Championnat de Grèce - HC Sporta Hlohovec : 2e du Championnat de Slovaquie - ØIF Arendal : 2e du Championnat de Norvège - Bregenz Handball : 2e du Championnat d'Autriche - HSC Plzeň : 1er du Championnat de République tchèque - RK Borac Banja Luka : 4e du tournoi de qualification de la LDC | - Sporting CP : 2e du Championnat du Portugal - Medvedi Perm : 2e du Championnat de Russie - ZTR Zaporijjia : 2e du Championnat d'Ukraine - RK Spartak Vojput : 2e du Championnat de Serbie - AC Diomidis Argous : 2e du Championnat de Grèce - HC Sporta Hlohovec : 2e du Championnat de Slovaquie - ØIF Arendal : 2e du Championnat de Norvège - Bregenz Handball : 2e du Championnat d'Autriche - HSC Plzeň : 1er du Championnat de République tchèque - RK Borac Banja Luka : 4e du tournoi de qualification de la LDC | - Sporting CP : 2e du Championnat du Portugal - Medvedi Perm : 2e du Championnat de Russie - ZTR Zaporijjia : 2e du Championnat d'Ukraine - RK Spartak Vojput : 2e du Championnat de Serbie - AC Diomidis Argous : 2e du Championnat de Grèce - HC Sporta Hlohovec : 2e du Championnat de Slovaquie - ØIF Arendal : 2e du Championnat de Norvège - Bregenz Handball : 2e du Championnat d'Autriche - HSC Plzeň : 1er du Championnat de République tchèque - RK Borac Banja Luka : 4e du tournoi de qualification de la LDC | - Sporting CP : 2e du Championnat du Portugal - Medvedi Perm : 2e du Championnat de Russie - ZTR Zaporijjia : 2e du Championnat d'Ukraine - RK Spartak Vojput : 2e du Championnat de Serbie - AC Diomidis Argous : 2e du Championnat de Grèce - HC Sporta Hlohovec : 2e du Championnat de Slovaquie - ØIF Arendal : 2e du Championnat de Norvège - Bregenz Handball : 2e du Championnat d'Autriche - HSC Plzeň : 1er du Championnat de République tchèque - RK Borac Banja Luka : 4e du tournoi de qualification de la LDC |
| Premier tour de qualification | | | | | | | | | | | | | | | |
| - Górnik Zabrze : 5e du Championnat de Pologne - Ystads IF : 3e du Championnat de Suède - CS Târgu Jiu : 3e du Championnat de Roumanie - Dinamo Bucarest : 4e du Championnat de Roumanie - TSV St-Otmar St-Gall : 3e du Championnat de Suisse - GRK Varaždin : 3e du Championnat de Croatie - RK Poreč : 4e du Championnat de Croatie - Haslum HK : 3e du Championnat de Norvège - Kayseri SK : 1/4 finalistes des Play-Offs du Championnat de Turquie - Maccabi Rishon LeZion : 2e du Championnat d'Israël - HB Dudelange : 2e du Championnat du Luxembourg - Handball Käerjeng : 3e du Championnat du Luxembourg | - Górnik Zabrze : 5e du Championnat de Pologne - Ystads IF : 3e du Championnat de Suède - CS Târgu Jiu : 3e du Championnat de Roumanie - Dinamo Bucarest : 4e du Championnat de Roumanie - TSV St-Otmar St-Gall : 3e du Championnat de Suisse - GRK Varaždin : 3e du Championnat de Croatie - RK Poreč : 4e du Championnat de Croatie - Haslum HK : 3e du Championnat de Norvège - Kayseri SK : 1/4 finalistes des Play-Offs du Championnat de Turquie - Maccabi Rishon LeZion : 2e du Championnat d'Israël - HB Dudelange : 2e du Championnat du Luxembourg - Handball Käerjeng : 3e du Championnat du Luxembourg | - Górnik Zabrze : 5e du Championnat de Pologne - Ystads IF : 3e du Championnat de Suède - CS Târgu Jiu : 3e du Championnat de Roumanie - Dinamo Bucarest : 4e du Championnat de Roumanie - TSV St-Otmar St-Gall : 3e du Championnat de Suisse - GRK Varaždin : 3e du Championnat de Croatie - RK Poreč : 4e du Championnat de Croatie - Haslum HK : 3e du Championnat de Norvège - Kayseri SK : 1/4 finalistes des Play-Offs du Championnat de Turquie - Maccabi Rishon LeZion : 2e du Championnat d'Israël - HB Dudelange : 2e du Championnat du Luxembourg - Handball Käerjeng : 3e du Championnat du Luxembourg | - Górnik Zabrze : 5e du Championnat de Pologne - Ystads IF : 3e du Championnat de Suède - CS Târgu Jiu : 3e du Championnat de Roumanie - Dinamo Bucarest : 4e du Championnat de Roumanie - TSV St-Otmar St-Gall : 3e du Championnat de Suisse - GRK Varaždin : 3e du Championnat de Croatie - RK Poreč : 4e du Championnat de Croatie - Haslum HK : 3e du Championnat de Norvège - Kayseri SK : 1/4 finalistes des Play-Offs du Championnat de Turquie - Maccabi Rishon LeZion : 2e du Championnat d'Israël - HB Dudelange : 2e du Championnat du Luxembourg - Handball Käerjeng : 3e du Championnat du Luxembourg | - Górnik Zabrze : 5e du Championnat de Pologne - Ystads IF : 3e du Championnat de Suède - CS Târgu Jiu : 3e du Championnat de Roumanie - Dinamo Bucarest : 4e du Championnat de Roumanie - TSV St-Otmar St-Gall : 3e du Championnat de Suisse - GRK Varaždin : 3e du Championnat de Croatie - RK Poreč : 4e du Championnat de Croatie - Haslum HK : 3e du Championnat de Norvège - Kayseri SK : 1/4 finalistes des Play-Offs du Championnat de Turquie - Maccabi Rishon LeZion : 2e du Championnat d'Israël - HB Dudelange : 2e du Championnat du Luxembourg - Handball Käerjeng : 3e du Championnat du Luxembourg | - Górnik Zabrze : 5e du Championnat de Pologne - Ystads IF : 3e du Championnat de Suède - CS Târgu Jiu : 3e du Championnat de Roumanie - Dinamo Bucarest : 4e du Championnat de Roumanie - TSV St-Otmar St-Gall : 3e du Championnat de Suisse - GRK Varaždin : 3e du Championnat de Croatie - RK Poreč : 4e du Championnat de Croatie - Haslum HK : 3e du Championnat de Norvège - Kayseri SK : 1/4 finalistes des Play-Offs du Championnat de Turquie - Maccabi Rishon LeZion : 2e du Championnat d'Israël - HB Dudelange : 2e du Championnat du Luxembourg - Handball Käerjeng : 3e du Championnat du Luxembourg | - Górnik Zabrze : 5e du Championnat de Pologne - Ystads IF : 3e du Championnat de Suède - CS Târgu Jiu : 3e du Championnat de Roumanie - Dinamo Bucarest : 4e du Championnat de Roumanie - TSV St-Otmar St-Gall : 3e du Championnat de Suisse - GRK Varaždin : 3e du Championnat de Croatie - RK Poreč : 4e du Championnat de Croatie - Haslum HK : 3e du Championnat de Norvège - Kayseri SK : 1/4 finalistes des Play-Offs du Championnat de Turquie - Maccabi Rishon LeZion : 2e du Championnat d'Israël - HB Dudelange : 2e du Championnat du Luxembourg - Handball Käerjeng : 3e du Championnat du Luxembourg | - Górnik Zabrze : 5e du Championnat de Pologne - Ystads IF : 3e du Championnat de Suède - CS Târgu Jiu : 3e du Championnat de Roumanie - Dinamo Bucarest : 4e du Championnat de Roumanie - TSV St-Otmar St-Gall : 3e du Championnat de Suisse - GRK Varaždin : 3e du Championnat de Croatie - RK Poreč : 4e du Championnat de Croatie - Haslum HK : 3e du Championnat de Norvège - Kayseri SK : 1/4 finalistes des Play-Offs du Championnat de Turquie - Maccabi Rishon LeZion : 2e du Championnat d'Israël - HB Dudelange : 2e du Championnat du Luxembourg - Handball Käerjeng : 3e du Championnat du Luxembourg | - Initia HC Hasselt : 2e du Championnat de Belgique - HV KRAS/Volendam : 2e du Championnat des Pays-Bas - Haukar Hafnarfjörður : 1er du Championnat d'Islande - KH Besa Famiglia : 1er du Championnat du Kosovo - HC Klaipėda Dragūnas : 1er du Championnat de Lituanie - Põlva Serviti : 1er du Championnat d'Estonie - SSV Bozen Loacker : 1er du Championnat d'Italie - ADS Romagna Handball : 2e du Championnat d'Italie - PGU Tiraspol (en) : 1er du Championnat de Moldavie - RK Lovćen Cetinje : 1er du Championnat de Monténégro - HC Fregata Burgas : 1er du Championnat de Bulgarie - Riihimäen Cocks : 1er du Championnat de Finlande | - Initia HC Hasselt : 2e du Championnat de Belgique - HV KRAS/Volendam : 2e du Championnat des Pays-Bas - Haukar Hafnarfjörður : 1er du Championnat d'Islande - KH Besa Famiglia : 1er du Championnat du Kosovo - HC Klaipėda Dragūnas : 1er du Championnat de Lituanie - Põlva Serviti : 1er du Championnat d'Estonie - SSV Bozen Loacker : 1er du Championnat d'Italie - ADS Romagna Handball : 2e du Championnat d'Italie - PGU Tiraspol (en) : 1er du Championnat de Moldavie - RK Lovćen Cetinje : 1er du Championnat de Monténégro - HC Fregata Burgas : 1er du Championnat de Bulgarie - Riihimäen Cocks : 1er du Championnat de Finlande | - Initia HC Hasselt : 2e du Championnat de Belgique - HV KRAS/Volendam : 2e du Championnat des Pays-Bas - Haukar Hafnarfjörður : 1er du Championnat d'Islande - KH Besa Famiglia : 1er du Championnat du Kosovo - HC Klaipėda Dragūnas : 1er du Championnat de Lituanie - Põlva Serviti : 1er du Championnat d'Estonie - SSV Bozen Loacker : 1er du Championnat d'Italie - ADS Romagna Handball : 2e du Championnat d'Italie - PGU Tiraspol (en) : 1er du Championnat de Moldavie - RK Lovćen Cetinje : 1er du Championnat de Monténégro - HC Fregata Burgas : 1er du Championnat de Bulgarie - Riihimäen Cocks : 1er du Championnat de Finlande | - Initia HC Hasselt : 2e du Championnat de Belgique - HV KRAS/Volendam : 2e du Championnat des Pays-Bas - Haukar Hafnarfjörður : 1er du Championnat d'Islande - KH Besa Famiglia : 1er du Championnat du Kosovo - HC Klaipėda Dragūnas : 1er du Championnat de Lituanie - Põlva Serviti : 1er du Championnat d'Estonie - SSV Bozen Loacker : 1er du Championnat d'Italie - ADS Romagna Handball : 2e du Championnat d'Italie - PGU Tiraspol (en) : 1er du Championnat de Moldavie - RK Lovćen Cetinje : 1er du Championnat de Monténégro - HC Fregata Burgas : 1er du Championnat de Bulgarie - Riihimäen Cocks : 1er du Championnat de Finlande | - Initia HC Hasselt : 2e du Championnat de Belgique - HV KRAS/Volendam : 2e du Championnat des Pays-Bas - Haukar Hafnarfjörður : 1er du Championnat d'Islande - KH Besa Famiglia : 1er du Championnat du Kosovo - HC Klaipėda Dragūnas : 1er du Championnat de Lituanie - Põlva Serviti : 1er du Championnat d'Estonie - SSV Bozen Loacker : 1er du Championnat d'Italie - ADS Romagna Handball : 2e du Championnat d'Italie - PGU Tiraspol (en) : 1er du Championnat de Moldavie - RK Lovćen Cetinje : 1er du Championnat de Monténégro - HC Fregata Burgas : 1er du Championnat de Bulgarie - Riihimäen Cocks : 1er du Championnat de Finlande | - Initia HC Hasselt : 2e du Championnat de Belgique - HV KRAS/Volendam : 2e du Championnat des Pays-Bas - Haukar Hafnarfjörður : 1er du Championnat d'Islande - KH Besa Famiglia : 1er du Championnat du Kosovo - HC Klaipėda Dragūnas : 1er du Championnat de Lituanie - Põlva Serviti : 1er du Championnat d'Estonie - SSV Bozen Loacker : 1er du Championnat d'Italie - ADS Romagna Handball : 2e du Championnat d'Italie - PGU Tiraspol (en) : 1er du Championnat de Moldavie - RK Lovćen Cetinje : 1er du Championnat de Monténégro - HC Fregata Burgas : 1er du Championnat de Bulgarie - Riihimäen Cocks : 1er du Championnat de Finlande | - Initia HC Hasselt : 2e du Championnat de Belgique - HV KRAS/Volendam : 2e du Championnat des Pays-Bas - Haukar Hafnarfjörður : 1er du Championnat d'Islande - KH Besa Famiglia : 1er du Championnat du Kosovo - HC Klaipėda Dragūnas : 1er du Championnat de Lituanie - Põlva Serviti : 1er du Championnat d'Estonie - SSV Bozen Loacker : 1er du Championnat d'Italie - ADS Romagna Handball : 2e du Championnat d'Italie - PGU Tiraspol (en) : 1er du Championnat de Moldavie - RK Lovćen Cetinje : 1er du Championnat de Monténégro - HC Fregata Burgas : 1er du Championnat de Bulgarie - Riihimäen Cocks : 1er du Championnat de Finlande | - Initia HC Hasselt : 2e du Championnat de Belgique - HV KRAS/Volendam : 2e du Championnat des Pays-Bas - Haukar Hafnarfjörður : 1er du Championnat d'Islande - KH Besa Famiglia : 1er du Championnat du Kosovo - HC Klaipėda Dragūnas : 1er du Championnat de Lituanie - Põlva Serviti : 1er du Championnat d'Estonie - SSV Bozen Loacker : 1er du Championnat d'Italie - ADS Romagna Handball : 2e du Championnat d'Italie - PGU Tiraspol (en) : 1er du Championnat de Moldavie - RK Lovćen Cetinje : 1er du Championnat de Monténégro - HC Fregata Burgas : 1er du Championnat de Bulgarie - Riihimäen Cocks : 1er du Championnat de Finlande |

### Candidats pour le Final Four
Seulement deux salles sont candidates pour l'organisation du Final Four, le Hall XXL de Nantes et la EWS Arena de Göppingen,. La Max-Schmeling-Halle de Berlin, qui avait accueilli l'événement ces deux saisons précédentes, n'a pas renouvelé sa candidature. Signe prémonitoire ou non, le lendemain de l'annonce, le club local et tenant du titre, le Füchse Berlin, sera éliminé au troisième tour de la compétition.
| Salle     | Ville     | Capacité |
| --------- | --------- | -------- |
| Hall XXL  | Nantes    | 10 750   |
| EWS Arena | Göppingen | 5 600    |

Finalement, si l'EHF retient bien la candidature de Nantes, c'est dans la salle de la Trocardière et ses 4 500 places que se disputera le Final Four,.

## Phase de qualification

### Premier tour
| Date aller        | Club                 | Aller   | Total    | Retour  | Club                  | Date retour          |
| ----------------- | -------------------- | ------- | -------- | ------- | --------------------- | -------------------- |
| 5 septembre 2015  | Dinamo Bucarest      | 38 – 24 | 62 – 48  | 24 – 24 | CS Târgu Jiu          | 12/13 septembre 2015 |
| 5 septembre 2015  | Initia HC Hasselt    | 37 – 21 | 70 – 45  | 33 – 24 | Kayseri SK            | 13 septembre 2015    |
| 5 septembre 2015  | RK Poreč             | 20 – 18 | 46 – 42  | 26 – 24 | Maccabi Rishon LeZion | 6 septembre 2015     |
| 6 septembre 2015  | HC Fregata Burgas    | 18 – 24 | 38 – 54  | 20 – 30 | KH BESA Famiglia      | 13 septembre 2015    |
| 5 septembre 2015  | GRK Varaždin         | 26 – 16 | 47 – 36  | 21 – 20 | ASD Romagna Handball  | 12 septembre 2015    |
| 12 septembre 2015 | PGU Tiraspol (en)    | 25 – 40 | 50 – 76  | 25 – 36 | Górnik Zabrze         | 13 septembre 2015    |
| 5 septembre 2015  | Põlva Serviti        | 29 – 26 | 53 – 49  | 24 – 23 | HC Klaipėda Dragūnas  | 12 septembre 2015    |
| 5 septembre 2015  | Ystads IF            | 41 – 28 | 76 – 48  | 35 – 20 | Handball Käerjeng     | 12 septembre 2015    |
| 11 septembre 2015 | HB Dudelange         | 27 – 34 | 50 – 68  | 23 – 34 | Haslum HK             | 12 septembre 2015    |
| 12 septembre 2015 | HV KRAS/Volendam     | 34 – 23 | 64 – 41  | 30 – 18 | RK Lovćen Cetinje     | 13 septembre 2015    |
| 6 septembre 2015  | TSV St-Otmar St-Gall | 34 – 24 | 67 – 55  | 33 – 31 | Riihimäen Cocks       | 12 septembre 2015    |
| 12 septembre 2015 | SSV Bozen Loacker    | 30 – 24 | 50 – 50E | 20 – 26 | Haukar Hafnarfjörður  | 13 septembre 2015    |

e : qualifié selon la règle des buts marqués à l'extérieur.

### Deuxième tour
| Date aller      | Club                 | Aller   | Total   | Retour  | Club                | Date retour     |
| --------------- | -------------------- | ------- | ------- | ------- | ------------------- | --------------- |
| 10 octobre 2015 | AC Diomidis Argous   | 21 – 26 | 47 – 61 | 26 – 35 | Dinamo Bucarest     | 11 octobre 2015 |
| 17 octobre 2015 | Csurgói KK           | 30 – 27 | 59 – 46 | 29 – 19 | Pogoń Szczecin      | 11 octobre 2015 |
| 10 octobre 2015 | ØIF Arendal          | 34 – 18 | 65 – 43 | 31 – 25 | BESA Famiglia       | 11 octobre 2015 |
| 11 octobre 2015 | HSC Plzeň            | 27 – 24 | 54 – 49 | 27 – 25 | RK Porec            | 18 octobre 2015 |
| 10 octobre 2015 | Pfadi Winterthur     | 31 – 24 | 52 – 44 | 21 – 20 | Põlva Serviti       | 17 octobre 2015 |
| 10 octobre 2015 | Initia HC Hasselt    | 27 – 20 | 48 – 43 | 21 – 23 | RK Spartak Vojput   | 17 octobre 2015 |
| 11 octobre 2015 | Medvedi Perm         | 30 – 28 | 54 – 55 | 24 – 27 | Ystads IF           | 17 octobre 2015 |
| 11 octobre 2015 | CSM Bucarest         | 28 – 24 | 50 – 47 | 22 – 23 | Bregenz Handball    | 17 octobre 2015 |
| 11 octobre 2015 | TSV St-Otmar St-Gall | 27 – 25 | 53 – 52 | 26 – 27 | Alingsås HK         | 18 octobre 2015 |
| 10 octobre 2015 | Nexe Našice          | 30 – 20 | 62 – 41 | 32 – 21 | GRK Varaždin        | 18 octobre 2015 |
| 16 octobre 2015 | Haukar Hafnarfjörður | 34 – 20 | 63 – 44 | 29 – 24 | RK Strumica         | 17 octobre 2015 |
| 11 octobre 2015 | Team Tvis Holstebro  | 36 – 31 | 64 – 63 | 28 – 32 | Sporting CP         | 17 octobre 2015 |
| 10 octobre 2015 | Górnik Zabrze        | 28 – 25 | 54 – 52 | 26 – 27 | ZTR Zaporijjia      | 17 octobre 2015 |
| 10 octobre 2015 | Haslum HK            | 28 – 29 | 53 – 60 | 25 – 31 | RK Borac Banja Luka | 18 octobre 2015 |
| 10 octobre 2015 | HV KRAS/Volendam     | 25 – 32 | 55 – 64 | 30 – 32 | SKA Minsk           | 18 octobre 2015 |
| 11 octobre 2015 | Chambéry Savoie HB   | 35 – 12 | 66 – 40 | 31 – 28 | HC Sporta Hlohovec  | 17 octobre 2015 |

### Troisième tour
| Date aller       | Club                 | Aller   | Total   | Retour  | Club                     | Date retour      |
| ---------------- | -------------------- | ------- | ------- | ------- | ------------------------ | ---------------- |
| 22 novembre 2015 | Pfadi Winterthur     | 29 – 25 | 59 – 48 | 30 – 23 | KS Azoty-Puławy          | 28 novembre 2015 |
| 21 novembre 2015 | Ystads IF            | 28 – 28 | 59 – 48 | 31 – 20 | Tatabánya KC             | 29 novembre 2015 |
| 21 novembre 2015 | RK Maribor Branik    | 27 – 26 | 52 – 57 | 25 – 31 | Dinamo Bucarest          | 29 novembre 2015 |
| 21 novembre 2015 | Alpla HC Hard        | 23 – 33 | 46 – 68 | 23 – 35 | SKA Minsk                | 29 novembre 2015 |
| 22 novembre 2015 | Gorenje Velenje      | 25 – 29 | 52 – 61 | 27 – 32 | Team Tvis Holstebro      | 29 novembre 2015 |
| 21 novembre 2015 | Aalborg Håndbold     | 30 – 20 | 62 – 48 | 32 – 28 | TSV St. Otmar Saint-Gall | 28 novembre 2015 |
| 21 novembre 2015 | Initia HC Hasselt    | 20 – 28 | 46 – 52 | 26 – 24 | Helvetia Anaitasuna      | 29 novembre 2015 |
| 21 novembre 2015 | RK Borac Banja Luka  | 29 – 31 | 52 – 58 | 23 – 27 | OCI Limburg Lions Geleen | 28 novembre 2015 |
| 22 novembre 2015 | HSC Plzeň            | 28 – 31 | 51 – 66 | 23 – 35 | Bjerringbro-Silkeborg    | 29 novembre 2015 |
| 21 novembre 2015 | Nexe Našice          | 26 – 26 | 44 – 48 | 18 – 22 | HBC Nantes               | 28 novembre 2015 |
| 21 novembre 2015 | Füchse Berlin        | 31 – 31 | 61 – 65 | 30 – 34 | Chambéry Savoie HB       | 28 novembre 2015 |
| 21 novembre 2015 | Górnik Zabrze        | 29 – 39 | 58 – 77 | 29 – 38 | Frisch Auf Göppingen     | 25 novembre 2015 |
| 22 novembre 2015 | CSM Bucarest         | 31 – 24 | 60 – 53 | 29 – 29 | CB Cangas                | 29 novembre 2015 |
| 21 novembre 2015 | SC Magdebourg        | 42 – 37 | 65 – 61 | 23 – 24 | Csurgói KK               | 28 novembre 2015 |
| 22 novembre 2015 | Haukar Hafnarfjörður | 28 – 29 | 46 – 59 | 18 – 30 | Saint-Raphaël VHB        | 29 novembre 2015 |
| 22 novembre 2015 | BM Granollers        | 29 – 21 | 55 – 49 | 26 – 28 | ØIF Arendal              | 29 novembre 2015 |

Parmi les résultats de ce 3e tour, à noter l'élimination du tenant du titre et vainqueur de la Coupe du monde des clubs 2015, le Füchse Berlin, éliminé par le Chambéry Savoie HB.

## Phase de groupe
Le tirage au sort des groupes a été réalisé le 3 décembre 2015 :

### Légendes
| Légende liée au classement - Directement qualifié pour les demi-finales (en tant qu'organisateur du Final Four) - Qualifié pour les quarts de finale - Moins bon deuxième, donc éliminé - Éliminé (3e et 4e place)) | Légende liée aux scores - Victoire à domicile - Match nul - Défaite à domicile |

### Groupe A
|   | Équipe           | Pts | J | G | N | P | Bp  | Bc  | Diff |  | Résultats (dom.\ext.) |       |       |       |       |
| - | ---------------- | --- | - | - | - | - | --- | --- | ---- |  | --------------------- | ----- | ----- | ----- | ----- |
| 1 | SC Magdebourg    | 8   | 6 | 4 | 0 | 2 | 184 | 162 | 22   |  | SC Magdebourg         |       | 32-28 | 39-22 | 25-19 |
| 2 | BM Granollers    | 7   | 6 | 3 | 1 | 2 | 162 | 165 | -3   |  | BM Granollers         | 34-29 |       | 28-29 | 24-24 |
| 3 | Dinamo Bucarest  | 5   | 6 | 2 | 1 | 3 | 166 | 181 | -15  |  | Dinamo Bucarest       | 33-34 | 26-27 |       | 28-25 |
| 4 | Aalborg Håndbold | 4   | 6 | 1 | 2 | 3 | 147 | 150 | -3   |  | Aalborg Håndbold      | 26-25 | 25-31 | 28-28 |       |

### Groupe B
|   | Équipe                   | Pts | J | G | N | P | Bp  | Bc  | Diff |  | Résultats (dom.\ext.)    |       |       |       |       |
| - | ------------------------ | --- | - | - | - | - | --- | --- | ---- |  | ------------------------ | ----- | ----- | ----- | ----- |
| 1 | HBC Nantes               | 10  | 6 | 5 | 0 | 1 | 176 | 151 | 25   |  | HBC Nantes               |       | 27-24 | 32-23 | 30-24 |
| 2 | Frisch Auf Göppingen     | 8   | 6 | 4 | 0 | 2 | 198 | 161 | 37   |  | Frisch Auf Göppingen     | 27-26 |       | 36-23 | 40-20 |
| 3 | Team Tvis Holstebro      | 6   | 6 | 3 | 0 | 3 | 167 | 180 | -13  |  | Team Tvis Holstebro      | 27-28 | 34-31 |       | 29-24 |
| 4 | OCI Limburg Lions Geleen | 0   | 6 | 0 | 0 | 6 | 154 | 203 | -49  |  | OCI Limburg Lions Geleen | 26-33 | 31-40 | 29-31 |       |

### Groupe C
|   | Équipe                | Pts | J | G | N | P | Bp  | Bc  | Diff |  | Résultats (dom.\ext.)      |       |       |       |       |
| - | --------------------- | --- | - | - | - | - | --- | --- | ---- |  | -------------------------- | ----- | ----- | ----- | ----- |
| 1 | Bjerringbro-Silkeborg | 9   | 6 | 4 | 1 | 1 | 168 | 155 | 13   |  | Bjerringbro-Silkeborg      |       | 31-26 | 32-26 | 27-27 |
| 2 | Saint-Raphaël VHB     | 7   | 6 | 3 | 1 | 2 | 165 | 165 | 0    |  | Saint-Raphaël Var Handball | 23-25 |       | 31-29 | 28-28 |
| 3 | SKA Minsk             | 4   | 6 | 2 | 0 | 4 | 169 | 180 | -11  |  | SKA Minsk                  | 28-25 | 31-33 |       | 31-27 |
| 4 | Pfadi Winterthur      | 4   | 6 | 2 | 1 | 3 | 160 | 162 | -2   |  | Pfadi Winterthur           | 25-28 | 21-24 | 32-24 |       |

### Groupe D
|   | Équipe              | Pts | J | G | N | P | Bp  | Bc  | Diff |  | Résultats (dom.\ext.) |       |       |       |       |
| - | ------------------- | --- | - | - | - | - | --- | --- | ---- |  | --------------------- | ----- | ----- | ----- | ----- |
| 1 | Chambéry Savoie HB  | 10  | 6 | 4 | 2 | 0 | 161 | 141 | 20   |  | Chambéry Savoie HB    |       | 32-22 | 23-23 | 26-23 |
| 2 | Ystads IF           | 7   | 6 | 3 | 1 | 2 | 159 | 167 | -8   |  | Ystads IF             | 26-27 |       | 29-28 | 32-31 |
| 3 | CSM Bucarest        | 5   | 6 | 1 | 3 | 2 | 152 | 156 | -4   |  | CSM Bucarest          | 25-25 | 27-27 |       | 27-24 |
| 4 | Helvetia Anaitasuna | 2   | 6 | 1 | 0 | 5 | 150 | 158 | -8   |  | Helvetia Anaitasuna   | 22-28 | 22-23 | 28-22 |       |

### Équipes qualifiées
Le HBC Nantes, organisateur du Final Four et ayant terminé parmi les premiers ou les 3 meilleurs deuxièmes, est exempté de quart de finale et est directement qualifié pour la phase finale. Dès lors, seuls 3 quarts de finale opposent les 6 meilleurs clubs, le moins bon deuxième étant ainsi éliminé. Les 3 vainqueurs de ces quarts de finale rejoindront le HBC Nantes en demi-finale. Pour déterminer les deux meilleurs deuxièmes, les règles suivantes sont appliquées : 
1. Nombre de points marqués contre les équipes classées 1re et 3e
2. Différence de buts dans les matchs mentionnés en 1.
3. Plus grand nombre de buts marqués dans les matchs mentionnés en 1.
4. Tirage au sort

Dès lors, le club suédois de Ystads IF, 2e du Groupe D, est éliminé.

## Quarts de finale
Les 6 clubs qualifiés sont répartis entre deux pots, le premier pot rassemblant les équipes ayant terminé premier de leur groupe (hormis le HBC Nantes, directement qualifié pour le Final Four) et le second pot rassemblant les trois meilleurs deuxièmes. Les équipes du pot 1 jouent le match retour à domicile. Il n'y aucune protection géographique lors du tirage au sort.
| Pot   | Groupe A      | Groupe B             | Groupe C                   | Groupe D           |
| ----- | ------------- | -------------------- | -------------------------- | ------------------ |
| Pot 1 | SC Magdebourg | -                    | Bjerringbro-Silkeborg      | Chambéry Savoie HB |
| Pot 2 | BM Granollers | Frisch Auf Göppingen | Saint-Raphaël Var Handball | -                  |

| Date Aller    | Club                       | Aller   | Total    | Retour  | Club                  | Date Retour   |
| ------------- | -------------------------- | ------- | -------- | ------- | --------------------- | ------------- |
| 23 avril 2016 | Frisch Auf Göppingen       | 31 – 25 | 58 – 54  | 27 – 29 | SC Magdebourg         | 27 avril 2016 |
| 24 avril 2016 | BM Granollers              | 30 – 24 | 56* – 56 | 26 – 32 | Bjerringbro-Silkeborg | 30 avril 2016 |
| 24 avril 2016 | Saint-Raphaël Var Handball | 30 – 25 | 52 – 54  | 22 – 29 | Chambéry Savoie HB    | 30 avril 2016 |

* Le BM Granollers est qualifié aux dépens du Bjerringbro-Silkeborg selon la règle du nombre de buts marqués à l'extérieur (26 contre 24).

## Final Four
Le Final Four se déroulera les 14 et 15 mai 2016 dans la salle de la Trocardière de Nantes,
|  | Demi-finales         | Demi-finales |                        |    | Finale | Finale |
|  | Demi-finales         | Demi-finales |                        |    | Finale | Finale |
|  |                      |              |                        |    |        |        |
|  |                      |              |                        |    |        |        |
|  |                      |              |                        |    |        |        |
|  | Chambéry Savoie HB   | 25           |                        |    |        |        |
|  | Chambéry Savoie HB   | 25           |                        |    |        |        |
|  | Frisch Auf Göppingen | 28           |                        |    |        |        |
|  | Frisch Auf Göppingen | 28           | Frisch Auf Göppingen   | 32 |        |        |
|  |                      |              | Frisch Auf Göppingen   | 32 |        |        |
|  |                      | HBC Nantes   | 26                     |    |        |        |
|  | BM Granollers        | HBC Nantes   | 26                     | 26 |        |        |
|  | BM Granollers        |              |                        | 26 |        |        |
|  | HBC Nantes           | 27           |                        |    |        |        |
|  | HBC Nantes           | 27           | Match pour la 3e place |    |        |        |
|  |                      |              |                        |    |        |        |
|  |                      |              |                        |    |        |        |
|  |                      |              |                        |    |        |        |
|  | Chambéry Savoie HB   | 21           |                        |    |        |        |
|  | Chambéry Savoie HB   | 21           |                        |    |        |        |
|  | BM Granollers        | 25           |                        |    |        |        |
|  | BM Granollers        | 25           |                        |    |        |        |

### Demi-finales
| 14 mai 2016 17h30 | Chambéry Savoie HB   | 25 – 28 | Frisch Auf Göppingen | Salle de la Trocardière, Rezé Affluence : 4 000 Arbitrage : Vaidas Mazeika, Mindaugas Gatelis |
| 14 mai 2016 17h30 | Timothey N'Guessan 6 | (14-9)  | Marcel Schiller 9    | Salle de la Trocardière, Rezé Affluence : 4 000 Arbitrage : Vaidas Mazeika, Mindaugas Gatelis |
| 14 mai 2016 17h30 | ×3 ×1                | Rapport | ×3 ×4                | Salle de la Trocardière, Rezé Affluence : 4 000 Arbitrage : Vaidas Mazeika, Mindaugas Gatelis |

| 14 mai 2016 14h45 | BM Granollers   | 26 – 27 | HBC Nantes      | Salle de la Trocardière, Rezé Affluence : 4 100 Arbitrage : Dalibor Jurinovic, Marko Mrvica |
| 14 mai 2016 14h45 | David Resina 10 | (12-12) | Valero Rivera 8 | Salle de la Trocardière, Rezé Affluence : 4 100 Arbitrage : Dalibor Jurinovic, Marko Mrvica |
| 14 mai 2016 14h45 | ×3 ×4           | Rapport | ×2 ×3           | Salle de la Trocardière, Rezé Affluence : 4 100 Arbitrage : Dalibor Jurinovic, Marko Mrvica |

### Match pour la3eplace
| 15 mai 2016 | Chambéry Savoie HB | 21 – 25 | BM Granollers  | Salle de la Trocardière, Rezé Affluence : 4 000 Arbitrage : Kursad Erdogan, Ibrahim Özdeniz (TUR) |
| 15 mai 2016 | Cédric Paty 9      | (10-11) | Ferrán Solé 10 | Salle de la Trocardière, Rezé Affluence : 4 000 Arbitrage : Kursad Erdogan, Ibrahim Özdeniz (TUR) |
| 15 mai 2016 | ×2                 | Rapport | ×3 ×5          | Salle de la Trocardière, Rezé Affluence : 4 000 Arbitrage : Kursad Erdogan, Ibrahim Özdeniz (TUR) |

### Finale
| 15 mai 2016 | Frisch Auf Göppingen | 32 – 26 | HBC Nantes      | Salle de la Trocardière, Rezé Affluence : 4 483 Arbitrage : Bogdan Nicolae Stark, Romeo Mihai Stefan |
| 15 mai 2016 | Kneule, Schiller 7   | (13-10) | Valero Rivera 8 | Salle de la Trocardière, Rezé Affluence : 4 483 Arbitrage : Bogdan Nicolae Stark, Romeo Mihai Stefan |
| 15 mai 2016 | ×3 ×4                | Rapport | ×3 ×2           | Salle de la Trocardière, Rezé Affluence : 4 483 Arbitrage : Bogdan Nicolae Stark, Romeo Mihai Stefan |

### Les champions d'Europe
| Champion d'Europe - Coupe de l'EHF 2015-2016 Frisch Auf Göppingen 3e titre |

## Statistiques
À l'issue de la compétition, les meilleurs buteurs sont :
| Rang | Joueur                | Équipe               | Buts |
| ---- | --------------------- | -------------------- | ---- |
| 1    | Ferrán Solé           | BM Granollers        | 70   |
| 2    | Marcel Schiller (en)  | Frisch Auf Göppingen | 69   |
| 3    | Robert Weber          | SC Magdebourg        | 66   |
| 4    | Valero Rivera         | HBC Nantes           | 59   |
| 5    | Javier Humet (en)     | CSM Bucarest         | 58   |
| 5    | Michael Damgaard      | SC Magdebourg        | 58   |
| 7    | Timothey N'Guessan    | Chambéry Savoie HB   | 56   |
| 8    | Jakov Vranković (en)  | Dinamo Bucarest      | 53   |
| 8    | Adrià Figueras        | BM Granollers        | 53   |
| 10   | Peter Balling (en)    | Team Tvis Holstebro  | 51   |
| 10   | Patrick Wiesmach (en) | Team Tvis Holstebro  | 51   |